# Білоголовцев Сергій Геннадійович
Сергій Геннадійович Бєлоголовцев (нар. 2 квітня 1964 року в м. Владивосток, СРСР) — російський телеведучий, актор, гуморист, телережисер, шоумен, радіоведучий.

## Біографія
Народився 2 квітня 1964 року у Владивостоці. Дитинство провів в Обнінську, куди переїхав з батьками. У перших двох класах в 1971—1973 роках навчався у школі № 3, з 3 по 5 клас у 1973—1976 роках у школі № 6. Потім перевівся в школу № 7, в якій навчалися його дворові друзі, і закінчив її в 1981 році. Паралельно навчанню в школі займався в баскетбольній секції в спортивному залі Обнінської філії Науково-дослідного фізико-хімічного інституту ім. Карпова.
Коли я приїжджаю в Обнінськ, то намагаюся заїхати через залізничний вокзал, щоб проїхати місто наскрізь. Я виходжу з машини, гуляю по своїм пам'ятних місцях, і моє серце б'ється часто-часто… Чомусь мене ніколи не запрошували і не запрошують в Обнінську виступати. Це, звичайно, досить дивно, але я не ображаюсь…
Не вступивши після закінчення школи в Обнінський філія Московського інженерно-фізичного інституту (батько, викладав у цьому інституті, відмовив йому в протекції), вступив у Московський гірничий інститут.
У 2014 році разом з дружиною Наталею створив некомерційну організацію «Лижі мрії», що проводить заняття з гірськолижного спорту для дітей ДЦП.
Захоплюється футболом, за власним визнанням, з 5 років вболіває за «Спартак» (Москва).

### Родина
- Батьки:
  - Батько — Геннадій Іванович Бєлоголовцев, радянський і російський фізик, викладач Обнінського інституту атомної енергетики.
  - Мати — Ксенія Олексіївна Бєлоголовцева.
- Дружина — Наталія Бєлоголовцева, журналіст.
- Діти:
  - Микита Сергійович Бєлоголовцев — радіо — і телеведучий. Працював на каналах «Росія-2» і «ТВЦ»[3]; спортивний продюсер і політичний оглядач телеканалу «Дощ». Номінант премії «ТЕФІ».
  - Олександр Сергійович Бєлоголовцев — телеведучий, продюсер. Виконавчий продюсер телекомпанії «МБ-груп», ведучий телеканалу «Карусель» (програма «НЕОкухня»). Студент факультету міжнародної журналістики МДІМВ.
  - Євген Сергійович Бєлоголовцев. Хворий на дитячий церебральний параліч[4]. Веде програму «Різні новини» на каналі Раз ТБ.
- Онуки — Єва і Тимофій (діти Микити).

## Телебачення
- Чудова сімка — провідний
- Раз в тиждень (ТВ-6)
- О. С. П.-студія (ТВ-6)[5]
- На зло рекордам!? (ТВ-6, потім 7ТВ)[6]
- Рятуйте, ремонт! (СТС)[7]
- Схема сміху (РЕН ТВ)
- Цирк із зірками («Перший канал») — учасник[8]
- Зарядка з чемпіоном (Спорт, Бібігон, Карусель)[9][10]
- Ступені (Росія, Бібігон)
- Друга натура (телеканал Раз ТВ)
- Живи зараз! (ТВ-Центр)
- «Весільний генерал» (Росія-1, Моя планета)
- Житлова лотерея плюс (НТВ)
- Проспект знань (ОТР)
- Вгадай кіно (Че)[11]
- Салтиков-Щедринъ шоу (НТВ) — співведучий (спільно з Катериною Скулкиной, Дмитром Колчин, Олексієм Кортнєвим і Миколою Фоменко)[12]

## Радіо
З жовтня 2014 року є співведучим сімейного радіо-шоу «Бєлоголовцеви» на радіостанції «Маяк».

## Театральні роботи
- «До весілля заживе» (режисер Т. Дурова)
- «Не вір очам своїм!» (режисер Р. Манукян)
- «ХТО» (режисер М. Віторган)
- «Результат на лицо» (режисер А. Житинкін)
- «Не скромна чарівність буржуазії» (режисер А. Горбань)
- «Рецепт сімейного щастя» (режисери Н. Скорик, А. Гордієнко, А. Бибилюров)
- «Кадиш» (режисер С. Бєлоголовцев)
- «Апокаліпсис для флейти» (режисер С. Бєлоголовцев)
- «Однокласники» (режисер А. Нестеров)
- «На високих підборах» (режисер А. Нестеров)

### Інтерв'ю
- Леонкин Евгений. . — № 3.